# Ondrejovce
Ondrejovce és un poble i municipi d'Eslovàquia que es troba a la regió de Nitra, al sud-oest del país. El 2011 tenia 470 habitants.

## Història
La primera menció escrita de la vila es remunta al 1260.

## Demografia
| Godina             | 1994 | 2004   | 2014   | 2024   |
| ------------------ | ---- | ------ | ------ | ------ |
| Nombre de persones | 457  | 465    | 467    | 425    |
| Diferència         |      | +1,75% | +0,43% | −8,99% |

| Godina             | 2023 | 2024   |
| ------------------ | ---- | ------ |
| Nombre de persones | 445  | 425    |
| Diferència         |      | −4,49% |